# Mistero (singolo)
Mistero è un brano musicale del 1993 scritto e cantato da Enrico Ruggeri.
Con questo pezzo il cantautore partecipa al 43º Festival della canzone italiana di Sanremo, classificandosi al 1º posto nella sezione Campioni e cogliendo la sua seconda vittoria nella manifestazione dopo quella del 1987, ottenuta insieme a Morandi e Tozzi con Si può dare di più.
La canzone fu definita (anche da Ruggeri stesso all'atto della sua presentazione sul palco del Teatro Ariston) "poco sanremese", in quanto rimase  l'unica canzone dichiaratamente rock ad aver vinto il Festival di Sanremo fino alla vittoria, nell'edizione del 2021, dei Måneskin con il brano Zitti e buoni.
La canzone verrà inserita nell'album del cantautore intitolato La giostra della memoria.

## Classifiche

### Classifiche settimanali
| Classifica (1993) | Posizione massima |
| ----------------- | ----------------- |
| Italia            | 1                 |